# 生命之屋合唱團
生命之屋乐队（英語：Lifehouse）是一支来自美国的另类摇滚乐队。2001年，生命之屋乐队藉著首張於著名夢工廠唱片公司發行的专辑《No Name Face》中的单曲〈Hanging by a Moment〉一砲而紅，儘管这張单曲並未在2001年任何一週得到告示牌百大單曲榜的週冠軍，最高只到第二，但年終時還是擊败了珍娜·傑克遜和艾莉西亞·凱斯赢得了2001年告示牌百大單曲榜年度冠軍。
2002年，他们发行了专辑《Stanley Climbfall》。乐队的第三张专辑《Lifehouse》於2005年发行。生命之屋乐队並於2007年7月19日发行了他们的第四张录音室专辑《Who We Are》。2010年2月，推出第五張录音室专辑《Smoke and Mirrors》。他們的成員包含傑森·韋德（主唱與吉他手）、小瑞克·伍爾史特姆（鼓手）、布萊斯·索得伯（貝斯手）與本·凱里（吉他手）。迄今，生命之屋乐队已經在全球銷售超過1500萬張單曲以及專輯。

## 團史
傑森·韋德自從父母離婚後，跟著母親生活，一直默默的在寫歌，作為一種情緒抒發。他在1995年搬遷到洛杉磯後，他認識了他的隔壁鄰居貝斯手Sergio Andrade。第二年，傑森·韋德和Sergio Andrade與Jon "Diff" Palmer成立了生命之屋樂團的前身“ Blyss”，並開始在高中和大學裡現場表演。後來Collin Hayden和Aaron Lord也加入了樂團。過沒多久，以口碑傳達行銷的唱片製作人Ron Aniello介紹傑森·韋德給Jude Cole認識，又介紹給夢工廠唱片公司的主管Michael Ostin。1998年，Ron Aniello在夢工廠唱片的財務支持下製作了Blyss他們的首張音樂會和錄音DEMO帶，後來製成EP專輯《Diff's Lucky Day》，並於1999年在音樂會上銷售發行。

## 音樂作品
- 2000: No Name Face
- 2002: Stanley Climbfall
- 2005: Lifehouse
- 2007: Who We Are
- 2010: Smoke and Mirrors
- 2012: Almería
- 2015: Out of the Wasteland

## 相關網站
- 生命之屋官方網站 （页面存档备份，存于）
- Lifehouse在互联网电影资料库（IMDb）上的資料（英文）
- "Lifeh0use" （页面存档备份，存于） 於FreeWebs.com的網站